# Palacio de Deportes de Huelva
El Palacio de los Deportes Carolina Marín es un recinto polideportivo español de la ciudad de Huelva, en Andalucía. Su nombre es un homenaje a la jugadora de bádminton onubense Carolina Marín. Se trata de la instalación deportiva cubierta más importante y con más aforo de toda Huelva y provincia. El Palacio de los Deportes acogió los partidos del CB Ciudad de Huelva desde que se mudó desde el Polideportivo Andrés Estrada. El Ciudad comenzó a jugar en el Palacio en la temporada 1999–00, hasta su desaparición en el 2008; siendo el moderno pabellón en el que el equipo onubense luchó por volver a la Liga ACB estando a punto de lograrlo en las temporadas 2004–05 y 2006–07. Registró un lleno histórico en el cuarto partido de ascenso del curso 2004–05 entre el CB Ciudad de Huelva y el Baloncesto Fuenlabrada, en el que, en caso de victoria onubense, el Ciudad volvería a la Liga ACB, aunque finalmente fue el equipo madrileño el que logró la plaza.
Tras la desaparición del CB Ciudad de Huelva, se fundó el CD Huelva Baloncesto que, desde entonces, ejerce como local en el Palacio.
En abril de 2018 fue sede del XVIII Campeonato Europeo de Bádminton, y también se disputó a finales del 2021 el XXVI Campeonato Mundial de Bádminton.